# Haraucourt-sur-Seille
Haraucourt-sur-Seille é uma comuna francesa na região administrativa de Grande Leste, no departamento de Mosela. Estende-se por uma área de 8,08 km². Em 2010 a comuna tinha 105 habitantes (densidade: 13 hab./km²).